# David M. Henkin
David M. Henkin ist ein US-amerikanischer Historiker.

## Leben
Er erwarb den BA an der Yale University und 1995 den PhD (City reading. The written word and the urban public in  New York City, 1825–1866) an der University of California, Berkeley. Er lehrt als Margaret Byrne Professor of History an der University of California, Berkeley.
Sein Forschungsinteresse ist Amerika seit 1607 (19. Jahrhundert; urban; kulturell).

## Schriften (Auswahl)
- City reading. Written words and public spaces in antebellum New York. New York 1998, ISBN 0-231-10744-7.
- The postal age. The emergence of modern communications in nineteenth-century America. Chicago 2006, ISBN 0-226-32720-5.
- mit Rebecca McLennan: Becoming America. A history for the 21st century. New York 2015, ISBN 0-07-338563-8.
- The week. A history of the unnatural rhythms that made us who we are. New Haven 2021, ISBN 978-0-300-25732-8.